# Гран Торино
«Гран Торино» (англ. Gran Torino) — драма, снятая Клинтом Иствудом в 2008 году. Главную роль в фильме сыграл сам Иствуд; его старший сын Кайл написал музыку, а младший, Скотт, исполнил одну из эпизодических ролей. 
Фильм повествует о жизни ветерана войны в Корее Уолта Ковальски в неблагополучном пригороде Детройта, где уже почти не осталось белых американцев. После смерти жены он остаётся никому не нужен, даже собственным сыновьям, и зол на весь мир. Когда его сосед Тао пытается украсть его машину, чтобы пройти обряд посвящения в банду своего кузена, Уолт пресекает его попытку, а позже начинает выстраивать взаимоотношения с парнем и его семьёй.
Фильм стал коммерчески успешным, собрав по всему миру $270 миллионов, а также получил положительные отзывы критиков, которые хвалили режиссуру и актёрскую работу Иствуда, но выразили недовольство тем, как в фильме были показаны стереотипы об азиатах.

## Сюжет
Фильм начинается сценой похорон жены сварливого старика Уолта Ковальски, всю свою жизнь проработавшего на заводе «Форд» и ныне пребывающего на пенсии. На похоронах также присутствуют взрослые сыновья Уолта — Митч и Стив — которые живут отдельно со своими семьями и которым нет никакого дела до своего отца. Внуки же даже не относятся к похоронам и поминкам серьёзно и позволяют себе неуместные шуточки и поведение. После того, как отец Янович заканчивает проповедь, Уолт с родственниками и близкими возвращается домой в один из пригородов Детройта, где проводит поминки. Когда всё заканчивается, ему до конца дней предстоит жить в уединении вместе со своей собакой, лабрадором-ретривером по кличке Дэйзи.
Когда-то это место полностью было заселено белыми американцами, преимущественно представителями рабочего класса, но теперь основное население района составляют выходцы из Азии, а на улицах орудуют вооружённые до зубов молодёжные банды цветных и чернокожих. Будучи ветераном Корейской войны, Уолт ненавидит «косорылых». Тем не менее по соседству с ним живёт семья хмонгов, постоянно вызывающая у старика раздражение. Уолт много курит и очень тяжело кашляет, а единственной отдушиной в его заканчивающейся жизни остаётся автомобиль «Форд Гран-Торино» 1972 года выпуска, в сборке которого он сам когда-то принял участие, и на котором он даже не ездит, а каждый вечер выкатывает из гаража и просто любуется.
Через некоторое время после похорон священник Янович вновь посещает Уолта и пытается уговорить его сходить исповедаться в церковь, так как на этом перед смертью настаивала его жена. Старик категорически отказывается, но признаёт, что кошмарные воспоминания о Корейской войне преследуют его и по сей день.
В то время в семье хмонгов тоже не всё гладко: застенчивый юноша по имени Тао, который делает не мужскую по традициям работу, постоянно подвергается нападкам банды своего кузена Фонга, получившего кличку Спайдер. Они всячески принуждают Тао вступить в банду и, в качестве вступительного испытания, подговаривают его угнать припаркованную в соседнем гараже машину Уолта. Ночью Тао пытается это сделать, но, заслышав шум, старик спускается в гараж и спугивает малолетнего угонщика. На следующий день бандиты приезжают домой к Тао, но тот вместе со своей сестрой заявляют, что он не собирается становиться членом их группировки. Между семьёй подростка и бандитской группировкой начинается потасовка, которая плавно перетекает на гладко подстриженный газон Уолта. Взбешённый старик выходит на крыльцо с винтовкой «Гаранд», угрожает ею и тем самым заставляет бандитов отступить.
Соседи несказанно благодарны Уолту, и в знак уважения все окрестные хмонги начинают приносить ему всевозможные подарки, а Тао, терзаемый чувством вины, признаётся, что это именно он пытался угнать «Гран-Торино». Уолт при этом не изменяет своему тяжёлому характеру — он напрочь отказывается от подарков и требует, чтобы хмонги оставили его в покое.
Несколько дней спустя Уолт на машине едет по району и видит, как к сестре Тао, юной девушке по имени Сю, вместе с белым парнем, неуместно наговорившим лишнего, пристала группа из трёх негров. Уолт останавливается и после небольшого разговора достаёт из-под куртки сначала «палец в виде пистолета», но это не имеет эффекта, затем же он достает боевой «Кольт», в результате чего хулиганы отпускают Сю, даже прощаются с друг другом, желая всего хорошего. По дороге домой в машине Уолт и Сю разговаривают, она отвечает на вопросы Уолта и рассказывает ему о причине появления хмонгов в Америке — как оказалось, они были союзниками американцев в ходе Второй Индокитайской войны, и именно поэтому им пришлось стать беженцами. На следующий день Сю приглашает Уолта на праздничное собрание хмонгов. Сначала Уолт отказывается, но после ссоры с одним из сыновей, который предлагает ему переселиться в дом престарелых, всё же решает прийти, тем более, что на календаре день его рождения, и проводить праздник в полном одиночестве ему не очень хочется. В гостях Уолту внезапно приходит мысль, что ему более симпатичны эти азиаты и что у него больше общего с этой семьёй хмонгов, чем с собственной «прогнившей семейкой». Позже мать Тао просит дать парню возможность искупить вину за попытку угона машины, чтобы тот безвозмездно помогал старику по дому. В течение недели Уолт заставляет Тао выполнять всевозможную работу. Тао безропотно приводит в порядок крышу, выкорчевывает сорняки и гиблые деревья, удаляет осиные гнёзда, сдирает старую облезлую краску и красит по-новой. Уолт, видя слабохарактерность подростка, пытается ему помочь: начинает проводить с ним какое-то время, учит жизни и плотницкому и ремонтному делу, а позже дарит ему инструменты и помогает устроиться рабочим на стройку. Также Уолт уговаривает Тао не робеть и пригласить наконец симпатичную девушку Юа (которую сам Уолт именует не иначе как «Ням-Ням») на свидание. Кроме того, Уолт начинает брать подарки, оставляемые соседями на крыльце, и постепенно его отношения с новоявленными американцами (азиатами) налаживаются. При этом он не прекращает использовать расистские ругательства, на что, впрочем, никто не обращает особенного внимания. Но здоровье Уолта ухудшается, он кашляет кровью, и Тао начинает опасаться за его жизнь. Уолт проходит медицинское обследование, но его результат остаётся для зрителя неизвестным.
Тем временем Тао снова подвергается нападению банды двоюродного брата: они ловят его на пути с работы, ломают инструменты и прижигают к щеке Тао сигарету. Несколько дней спустя Уолт узнаёт об этом и в ярости находит, поджидает и избивает главаря банды Смоки, требуя оставить парня в покое. В ответ на это бандиты совершают нападение на дом хмонгов: подъезжают ночью на машине и обстреливают здание из пистолетов-пулемётов «MAC-10». Кроме этого, они до полусмерти избивают Сю и насилуют её. Тао, находясь в ярости, хочет немедленно пойти и убить бандитов и просит помощи у Уолта. Старик, будучи сам крайне разгневанным и чувствуя вину за случившееся, соглашается с парнем, но говорит при этом, что нельзя слепо бежать в стан врага сломя голову: план мести необходимо тщательно продумать. Он просит Тао успокоиться и прийти завтра к четырём часам дня. На следующий день Уолт идёт в парикмахерскую, впервые заказывает костюм у портного, как бы исповедуется в церкви чтобы выполнить желание жены. Затем встретившись дома с Тао, всё тщательно спланировав, Уолт показывает Тао оружие и орден, а чуть позднее запирает Тао в подвале своего дома и именно перед ним по-настоящему исповедуется в чëм же причина его такого скверного характера и поведения: он рассказывает ему о множестве убийств на войне. Особое место в рассказе занимает бесславный поступок прошлого, который сильно мучает его каждый день: во время войны Ковальски убил корейского солдата, выстрелив тому прямо в лицо, в то время как сам кореец просто хотел сдаться в плен. Поэтому теперь Уолт не желает, чтобы подобное тяжелое бремя легло на душу парня и идëт к бандитам принять расплату за свою деятельность на войне.
Убедившись, что Тао находится в безопасности, Уолт отправляется в бандитский притон и на пороге дома вступает с преступниками в конфронтацию. На шум из соседних домов выходят люди, кто-то вызывает полицию, а Уолт, достав из-за куртки сигарету, провоцируя, просит у бандитов огня. Сказав «огня у меня у самого хоть отбавляй» ещё раз засовывает руку во внутренний карман расстёгнутой куртки. На этот раз бандиты, думая, что он собирается достать оружие, расстреливают Уолта. Его тело падает на землю в виде креста, а камера крупным планом показывает что в руке у старика оказался не "кольт", а наградная зажигалка с эмблемой 1-й кавалерийской дивизии. Свидетелями убийства были многие люди; засевшая в засаде полиция арестовывает всех членов банды — больше терроризировать семью Тао они не смогут, так как надолго сядут за решётку. Прибывший Тао, желающий пройти и увидеть, что произошло, узнаёт от полицейского, что Уолт был безоружен.
Следующая сцена — похороны Уолта. Молодой святой отец Янович говорит, что действительно многое узнал от Уолта о жизни и смерти за этот недолгий срок. При ознакомлении с завещанием семья с изумлением узнаёт, что свой дом Уолт оставил церкви отца Яновича, а свою любимую машину «Гран-Торино» подарил соседу и своему другу Тао.

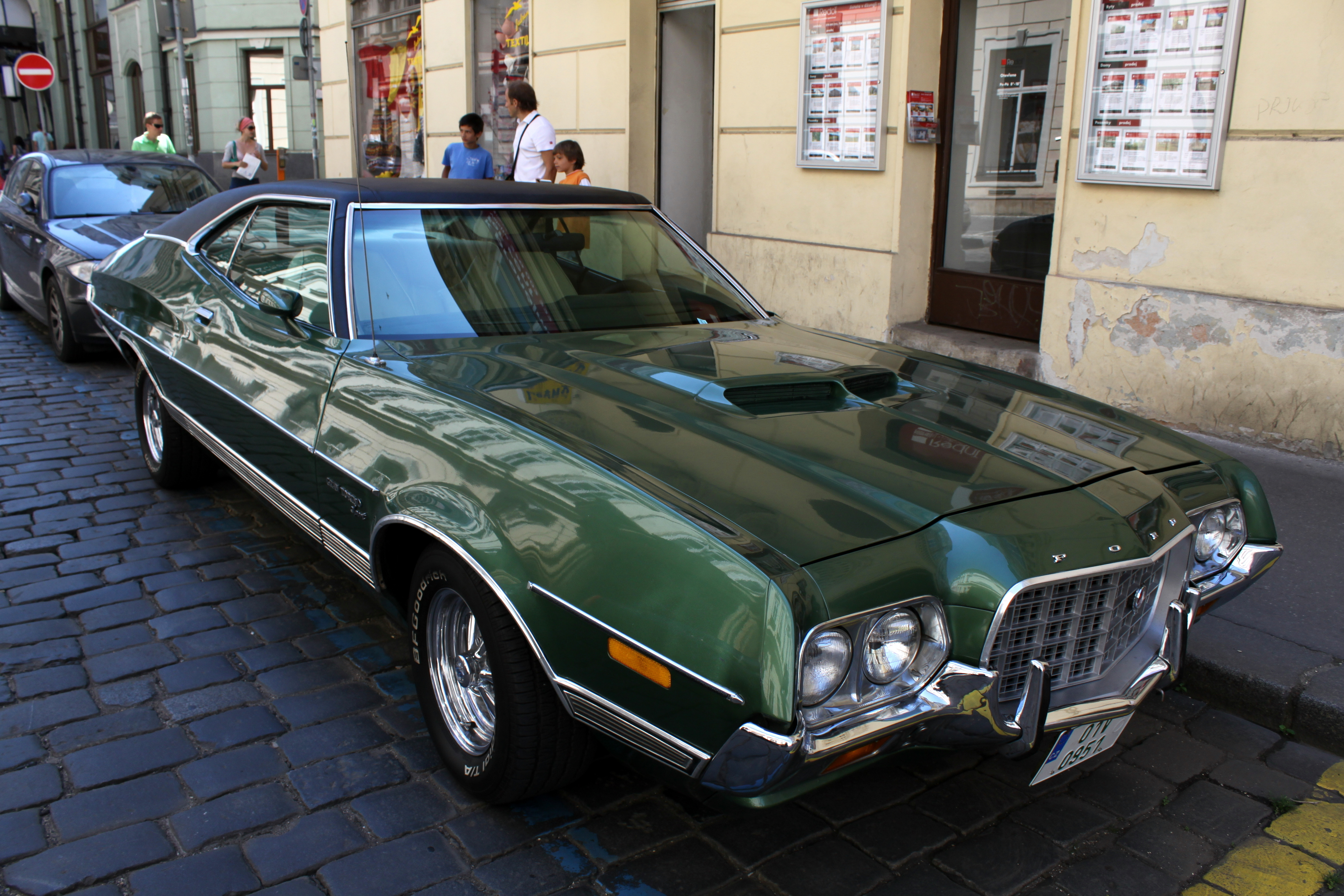
Форд Гран-Торино» 1972 года выпуска — один из главных героев фильма

## В ролях
- Клинт Иствуд — Уолт Ковальски
- Би Ванг — Тао Ланг Ло
- Эни Хи — Су Ло
- Кристофер Карли — отец Янович
- Джон Кэрролл Линч ― парикмахер Мартин
- Брайан Хейли — Митч Ковальски
- Джеральдин Хьюз — Карен Ковальски
- Брайан Хоу — Стив Ковальски
- Уильям Хилл — Тим Кеннеди
- Дрима Уокер — Эшли Ковальски

## Производство
Сценарий к фильму написал Ник Шенк, который был знаком с культурой хмонгов из личного опыта: в начале 1990-х он работал вместе с ними на фабрике в Миннесоте. Клинту Иствуду настолько понравился сценарий, что он отснял его практически в неизменном виде. Единственное принципиальное отличие фильма от исходного текста в том, что действие было перенесено из Миннесоты в Мичиган, поскольку там действует выгодная система налоговых субсидий для кинопроизводства.

## Отзывы кинокритиков
Отзывы на фильм были положительными. Кинообозреватель Los Angeles Times удивился тому, насколько убедителен 78-летний Иствуд в роли героя боевика. Манола Даргис в New York Times назвала фильм «реквиемом» по тому «индустриальному кладбищу, которое представляет собой Детройт». Она отметила «монументальность» лица Иствуда, которое всё больше напоминает «окаменевшее дерево», и сходство его роли в фильме с образом «грязного Гарри». Тему «грязного Гарри на пенсии… в одичавшем современном городке» увидел в фильме и Андрей Плахов, его фильм «покорил своей простотой и как бы даже простоватостью».
Роджер Эберт назвал «Гран Торино» фильмом «о запоздалом пробуждении лучших инстинктов человека»; он видит основной посыл картины в необходимости большей открытости различных народностей по отношению друг к другу. Для Виктора Матизена самое интересное — «душевный опыт старого человека, передаваемый Иствудом во всеоружии своего актёрского мастерства»: «За тем, как он роняет слова, ходит, пьёт пиво, стрижёт газон, держит инструменты и держится на людях, следить не менее интересно, чем за сюжетными перипетиями».
Матизен и Гладильщиков сравнивают сюжет «Гран Торино» с фабулой «Ворошиловского стрелка» С. Говорухина, причём не в пользу последнего: «герой российского фильма с одобрения режиссёра осуществляет индивидуальную месть через оптический прицел с безопасного для себя расстояния, а герой американского жертвует собой для того, чтобы дать возможность представителям закона навести социальный порядок». По наблюдению Гладильщикова, в последних фильмах Иствуда циничной системе коллективного разложения противостоит обычный американский обыватель, причём — в духе парадокса «один в поле воин» — противостоит успешно, хотя и ценой огромных личных потерь.

## Кассовые сборы и премии
Премьера фильма состоялась 12 декабря 2008 года (в России 19 февраля 2009). Рейтинг MPAA: для детей до 17 лет обязательно присутствие родителей. Несмотря на отсутствие наград наивысшего калибра (за исключением премии «Сезар» за лучший иностранный фильм), «Гран-Торино» получил высокую зрительскую оценку, как в США, так и во многих странах Западной Европы, так как поднимает актуальные для современного обывателя проблемы межрасовых взаимоотношений, криминализации общества, растущей разобщённости поколений.
Во всём мире кинокартина заработала на большом экране 269 958 228 долларов США. По состоянию на 15 ноября 2011 года в США продано чуть более 4 млн дисков DVD c копиями фильма на сумму 59 877 235 долларов.

### Награды и номинации
- 2010 — премия «Сезар» за лучший иностранный фильм (Клинт Иствуд)
- 2009 — номинация на премию «Золотой глобус» за лучшую песню (Клинт Иствуд, Джейми Каллум, Кайл Иствуд, Майкл Стивенс, «Gran Torino»)
- 2009 — номинация на премию «Выбор критиков» за лучшую мужскую роль (Клинт Иствуд)
- 2009 — премия «Давид ди Донателло» за лучший иностранный фильм (Клинт Иствуд)
- 2009 — номинация на премию «Сатурн» за лучший приключенческий фильм, боевик или триллер
- 2008 — 2 премии Национального совета кинокритиков США: лучшая мужская роль (Клинт Иствуд), лучший оригинальный сценарий (Ник Шенк), а также попадание в десятку лучших фильмов года